# Ocell sastre cuallarg
L'ocell sastre cuallarg (Orthotomus sutorius) és una espècie d'ocell passeriforme que pertany a la família Cisticolidae pròpia de l'Àsia tropical. És molt conegut per construir el niu a l'interior de fulles «cosides» entre sí, habilitat a la què deu el nom i per haver estat immortalitzat per Rudyard Kipling a l'obra El llibre de la selva. Encara que és un ocell tímid que normalment s'amaga entre la vegetació del bosc, els cants denoten la seva presència, fins i tot als parcs urbans. Es caracteritza per tenir una llarga cua que sol mantenir alçada, el color verd del plomatge de les parts superiors i el color vermellós del front.
Com la majoria dels membres de la família Orthotomus, són insectívors. El cant consisteix en un alt "chiiup-chiiup-chiiup" amb variants entre les poblacions. Amb freqüència repeteixen crides dissil·làbiques.

## Distribució i hàbitat
Habita zones boscoses, matolls i jardins d'Àsia meridional i Oriental, al Pakistan, l'Índia, Bangladesh, Sri Lanka, sud de la Xina, Hainan, Sud-est asiàtic i Java.

## Descripció

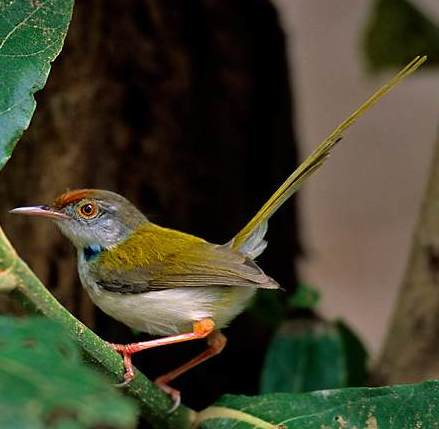
Solen mantenir la cua alçada, que és més llarga als mascles.

L'ocell sastre cuallarg té el plomatge de les parts superiors principalment de color verd intens i el de les inferiors blanquinós marró fosc. La mida oscil·la entre 10 i 14 cm i el pes entre 6 i 10 g. les ales són curtes i arrodonides i la cua llarga, potes fortes i un bec esmolat amb la punta de la part superior lleugerament corbada. Sol mantenir la cua alçada i la mou amb freqüència. El seu front i la part frontal del seu pili són de color vermellós. Ambdós sexes tenen una aparença idèntica excepte que els mascles tenen les plomes centrals de la cua més llargues durant l'època de cria, encara que s'ha qüestionat la fiabilitat d'aquest dimorfisme per determinar el sexe en els espècimens de museu. Els joves són de tons més apagats. Quan canten, es fan visibles les taques fosques que tenen als laterals del coll. Aquestes es deuen a la pigmentació fosca de la pell que tenen ambdós sexes i que de vegades els dona l'aparença de tenir un collaret fosc.

## Taxonomia i etimologia
L'espècie originalment es va classificar en la família Sylviidae, però les anàlisis genètiques van indicar que s'havia de traslladar a la família Cisticolidae, juntament amb els membres de Prinia i Cisticola.
El nom científic sutorius significa sabater, mentre que el nom del gènere Orthotomus significa tall correcte.
Es reconeixen nou subespècies en l'àmplia àrea de distribució al sud i sud-est d'Àsia. La subespècie nominal és a les terres baixes de Sri Lanka.
- O. s. guzuratus - Pakistan i Índia peninsular.
- O. s. patia - Terai del Nepal a l'Índia i Myanmar.
- O. s. luteus - nord-est de l'Índia (prop d'Assam) fins al nord de Myanmar.
- O. s. sutorius - Planes i contraforts d'Sri Lanka.
- O. s. fernandonis - Terres altes centrals de Sri Lanka.
- O. s. inexpectatus - Est de Myanmar, Laos, Yunnan i nord de Tailàndia.
- O. s. longicauda - sud-est de la Xina, Hainan i nord-est d'Indoxina.
- O. s. maculicollis - sud-est de Myanmar al sud de península Malaia i Indoxina.
- O. s. edela - endèmica de Java.

## Comportament i ecologia

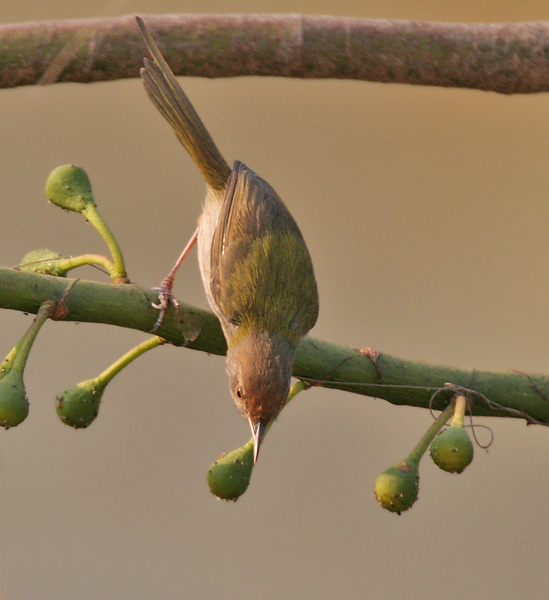
L'ocell sastre cuallarg s'alimenta d'insectes als arbres.

L'ocell sastre cuallarg s'alimenta d'insectes als arbres, especialment gran varietat d'escarabats, pugons i xinxes. Són atrets pels insectes de les flors i se sap que afavoreixen la floració del mango. També visiten les flors d'arbres dels gèneres Bombax i Salmàlia pel seu nèctar per la qual cosa es cobreixen de pol·len que els dona una aparença daurada al cap.
S'observen sols o en parelles, generalment al sotabosc o els arbres i de vegades saltant a terra. Dormen sols fora de la seva època de cria però durant l'època reproductiva la parella dorm junta i de vegades els joves acabats d'emplomar dormen arraulits entre els progenitors. Per descansar, trien les zones dels arbres amb branquetes fines i coberta per sobre d'ells i sovint a prop de construccions humanes i fanals.

## Reproducció

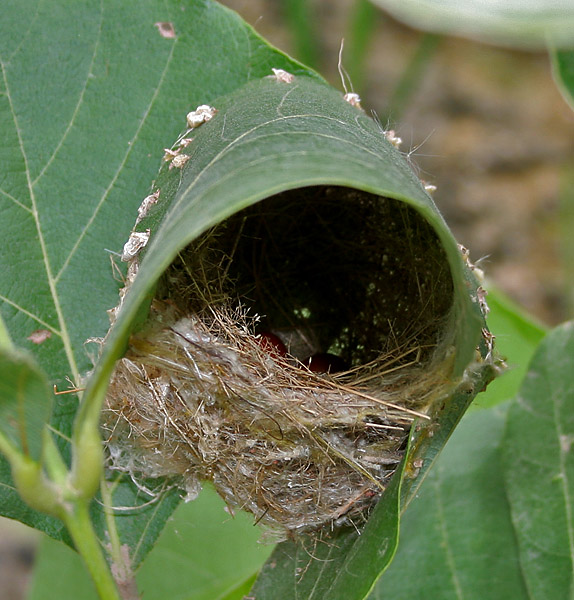
Niu a l'Índia.

L'època de cria es produeix de març a desembreamb el màxim entre juny i agost coincidint amb la temporada de pluges. A Sri Lanka els principals períodes reproductius són de març a maig i d'agost a setembre, encara que pot criar durant tot l'any.

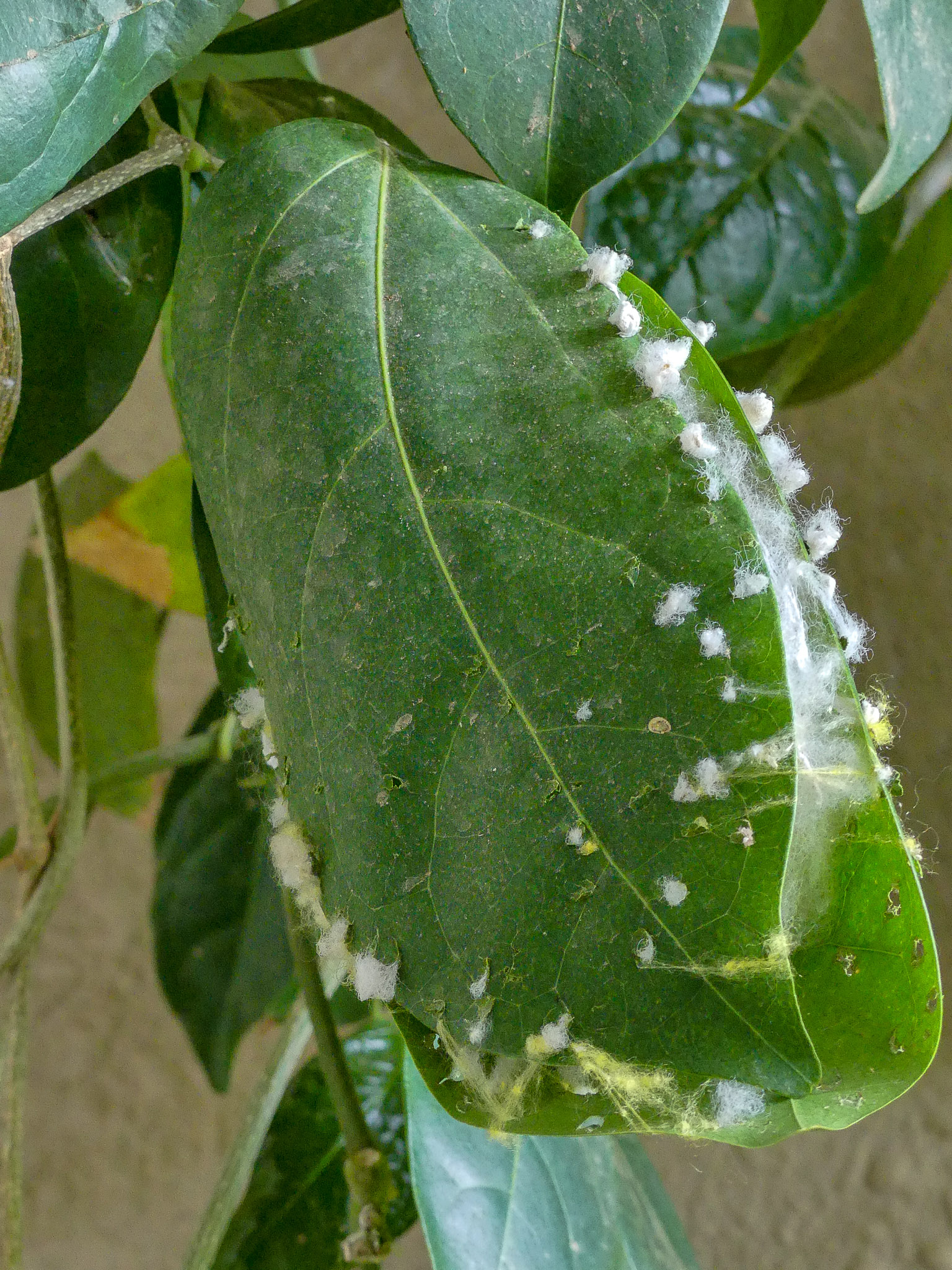
Detall de fulla amb els reblons de fibres a les unions del niu.

Encara que el nom dels sastrets procedeix de com construeix els nius, la manera de construir-los no és única i és compartida pels membres del gènere Prinia. El niu consisteix en un bol profund, folrat amb materials suaus situat en una mena de cucurutxo format per diverses fulles d'arbre subjectes entre si amb el feix cap a fora, entre el fullatge dens el que ho fa difícil de localitzar. Per subjectar les fulles, realitza petites punxades a les vores que no produeixen decoloració a la fulla, cosa que afavoreix el camuflatge. Es va estudiar el material usat als nius de Sri Lanka i es va descobrir que eren fibres d'Euphorbia, Ceiba pentandra i Bombax malabaricum. Jerdon va escriure que el sastret feia servir nusos, però no se'n va trobar cap. Wood va classificar els processos usats pel sastret com a costura, reblat, lligat i embullat. En alguns casos el niu està fet amb una sola fulla grossa les vores de la qual les ajunten i reblen. De vegades les fibres d'un rebló s'estenen al forat adjacent, cosa que li dona més aparença de costura. La puntada es fa perforant dues fulles i posant fibres a través del forat. Les fibres sobresurten pels costats cosa que li dona aparença de reblons. Hi ha moltes variacions en la forma del niu i algunes semblen un bressol de fulles.
La posta sol ser de tres ous. El període d'incubació dura uns 12 dies. Tant el mascle com la femella alimenten els pollets. La mortalitat dels ous i pollets és alta a causa de la depredació dels rosegadors, gats, cucals i llangardaixos entre altres depredadors. Els pollets deixen el niu als 14 dies. Segons algunes fonts, la femella cova sola, però altres suggereixen que ambdós sexes coven els ous, en qualsevol cas, tots dos progenitors prenen part de l'alimentació i neteja del niu. Els mascles alimenten les femelles mentre coven. Els nius a vegades són parasitats pel cucut ploraner (Cacomantis merulinus).
Il·lustració de John Gould per a Aus d'Àsia.

## A la cultura
Rikki-Tikki-Tavi, una de les històries de Rudyard Kipling del Llibre de la selva, inclou una parella de sastrets, Darzee (que significa «sastre» en urdú) i la seva dona, com dos dels protagonistes. Explica que l'esposa de Darzee fingeix estar ferida, però aquest comportament comú en altres ocells no es coneix en aquesta espècie. Un llibre clàssic de contes infantils en bengalí d'Upendrakishore Ray es titula «Tuntunir Boi», pel nom local del sastre tuntuni.